# Тоша Апостоловић
Теодор Тоша Апостоловић (околина Солуна, 1745 — Земун, 1810) био је српски трговац и добротвор.

## Биографија
Када су се Аустријанци повукли из Београда, у Земун је, између 1765. и 1770. године, са њима прешао и Теодор Апостоловић, Србин из Јужне Србије, који није хтео да остане под Турцима. Рођен је у околини Солуна 1745. године. Неки хроничари кажу да је био грчког порекла и да му је име било Теодорос Апостолос, које је доласком променио. Био је воскар, фабрикант сапуна и свећа, тако је  захваљујући трговачком умећу зарадио велико богатство. Постао је угледни грађанин и добротвор, црквени одборниик и био је председник Земунске црквене општине када је Земун имао 6.000 становника. Године 1786. саградио је цркву Светог архангела Гаврила, која је 1990. постала манастир.

### Тошин бунар
Када је остарио, добио је очну болест због чега није могао разликовати сребрне од златних валута. Ишао је по црквама и молио Светог Николу да му поврати вид. Према легенди, једне ноћи он је сањао Светог Николу који му је рекао да иде на Бежанијску косу и понесе једно празно буре од два акова, па да га спусти низбрдо. Где оно буде стало ту да ископа бунар и засади око њега дрвеће, па да се умива водом из бунара како би повратио вид. Он је урадио како му је речено у сну, ископао је бунар и одмах до њега направљена је и кафана. Вода из бунара је заиста била лековита и Тоша се излечио.
Убрзо након што је бунар подигнут, он постаје омиљено излетиште Земунаца, читаво подручје око бунара је још за живота Тоше Апостоловића понело име „Тошин бунар”. Он је непосредно пре смрти земљиште на којем је имао винограде и бунар завештао цркви. Умро је 1810. године у Земуну.